# Contestation générale
Pour plus de détails, voir Fiche technique et Distribution.
 Contestation générale (titre original : Contestazione generale) est un film à sketches italien réalisé par Luigi Zampa et sorti en 1970.

## Synopsis
Le film est constitué de quatre parties :
- La bomba alla televisione
- Concerto a tre pifferi (Concerto pour trois flûtes)
- L'università
- Il prete

## Fiche technique
- Réalisation : Luigi Zampa
- Scénario : Silvano Ambrogi, Leonardo Benvenuti, Piero De Bernardi, Alberto Silvestri, Franco Verucci, Luigi Zampa
- Photographie : Sante Achilli, Giuseppe Ruzzolini
- Musique : Fred Bongusto, Piero Piccioni
- Montage : Sergio Montanari, Mario Morra
- Durée : 131 minutes
- Dates de sortie: 
  - Italie : 14 mars 1970

## Distribution
- Vittorio Gassman : Riccardo
- Nino Manfredi : Beretta
- Alberto Sordi : Don Giuseppe Montanari
- Enrico Maria Salerno : Don Roberto
- Michel Simon : Cavazza
- Marina Vlady : Imma
- Milly Vitale
- Piero De Bernardi
- Mariangela Melato
- Pierre Baldini